# Bror Nyström
Bror Ernst Nyström (i riksdagen kallad Nyström i Norrtälje), född 16 september 1916 i Jukkasjärvi församling, Kiruna, Norrbottens län, död 15 februari 1991 i Norrtälje, Stockholms län, var en svensk smidesmästare och riksdagsman (socialdemokrat).
Nyström var ledamot av andra kammaren 1961-1970, invald i Stockholms läns valkrets.